# František Šístek

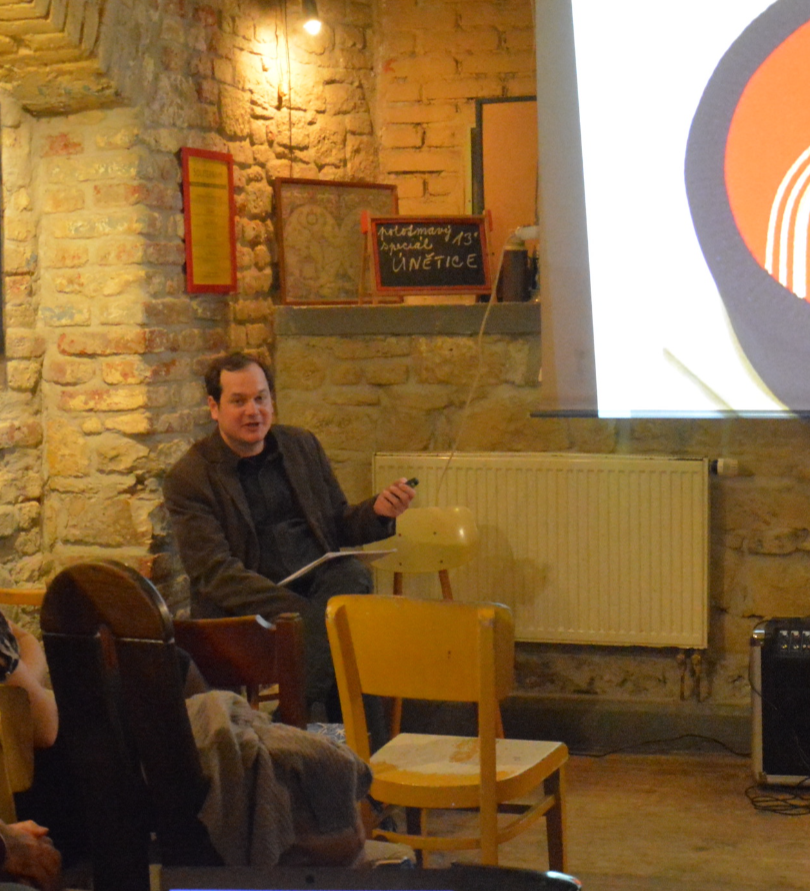
Šístek během prezentace 2017

František Šístek (* 18. března 1977 Most) je český historik a balkanista. Ve svém výzkumu se zaměřuje na Balkán, jeho moderní dějiny, tradiční společnosti, modernizaci a nacionální identity. Věnuje se také konceptualizaci a interpretaci balkánských dějin či otázkám obrazů a stereotypů druhého.
Od roku 2011 působí jako interní pracovník a vyučující na Katedře ruských a východoevropských studií na Institutu mezinárodních studií, Fakulty sociálních věd Univerzity Karlovy. Působí jako vědecký pracovník a zástupce vedoucího Oddělení moderních transnacionálních a intelektuálních dějin v Historickém ústavu AV ČR v Praze.

## Život
František Šístek vystudoval bakalářský obor „Mezinárodní teritoriální studia“ (IMS, FSV UK). V magisterském studiu pokračoval na Středoevropské univerzitě v Budapešti v oboru „Modern History of Central Europe“. Doktorát dokončil v roce 2007 v oboru „Sociální a kulturní antropologie“ na Fakultě humanitních studií, Univerzity Karlovy. Absolvoval výzkumné pobyty v Center for Advanced Study v Sofii a na Segedínské univerzitě, vyučoval také na Fakultě politických věd Univerzity v Sarajevu.
Ve své vědecké práci se nejčastěji zaměřoval na Černou Horu. Díky tomu se stal světově uznávaným montenegristou. V českém jazyce pak publikoval v roce 2017 první ucelenou publikaci o dějinách Černé Hory.
Pravidelně se vyjadřuje ve veřejném prostoru k aktuálnímu dění na Balkáně. V roce 2016 tak například komentoval migrační vlnu vzhledem k tzv. balkánské cestě nebo situaci ohledně procesu v Haagu s Ratko Mladićem.
V roce 2011 získal Šístek Prémii Otto Wichterleho pro mladé vědecké pracovníky Akademie věd ČR. V roce 2021 získal za rukopis knihy Jevreji u Crnoj Gori od antike do holokausta (Židé v Černé Hoře od antiky po holokaust) druhou cenu v prestižní literární soutěži Federace židovských obcí Srbska (65. nagradni konkurs SJOS za 2021. godinu) pro nejlepší rukopisy na židovské téma v jihoslovanských jazycích. Je členem Matice černohorské (Matica crnogorska) a vedoucím redaktorem časopisu Slovanský přehled, který se zaměřuje na dějiny národů střední, východní a jihovýchodní Evropy. Je členem organizačního výboru mezinárodních interdisciplinárních konferencí Balkan Express, největších balkanistických konferencí pravidelně konaných v ČR. Je předsedou Českého národního komitétu balkanistů v rámci České společnosti pro slavistická, balkanistická a byzantologická studia. Působí také v mezinárodním think-tanku WestBalkanNet: Regional Forum for Democracy, Reconciliation, and Strategic Analyses (WBN).

## Literární činnost
Mimo vědeckou činnost se František Šístek věnuje také literární činnosti. V Literární soutěži Šrámkovy Sobotky získal v roce 1998 1. cenu za poezii a v roce 1999 1. cenu za prózu. V roce 2017 přeložil knihu krátkých próz Jeden bílý den bosenského spisovatele Adina Ljuci, v roce 2019 Ljucovu básnickou sbírku Stalaktit. V nakladatelství Maťa vydal roku 2014 pod pseudonymem Viktor Žižkov sbírku básní Egopolis, v roce 2025 sbírku povídek Náměstí Hrdinů.

## Publikace
Monografie
- František Šístek - Petar Glendža (eds.), Istorija crnogorske kulture, Cetinje: Centar za kulturu Prijestonice Cetinje / Fakultet za crnogorski jezik i književnost / Prijestonica Cetinje 2025, 382 str.
- The Jews of Montenegro: From Invisibility to a Community, Cetinje: Faculty of Montenegrin Language and Literature / Institute of History of the Czech Academy of Sciences 2024, 606 str.
- Istorija Crne Gore, Podgorica: Matica crnogorska 2022, 805 str.
- Jevreji u Crnoj Gori od antike do Holokausta, Cetinje: Fakultet za crnogorski jezik i književnost 2022, 360 s.
- František Šístek (ed.): Imagining Bosnian Muslims in Central Europe: Representations, Transfers and Exchanges, New York and Oxford: Berghahn Books 2021, 302 s.
- Dějiny Černé Hory, Praha: NLN – Nakladatelství Lidové noviny 2017, 616 str.
- Bedřich Loewenstein – Milan Hlavačka – František Šístek (eds.): Násilí: jiná moderna, Praha: Historický ústav 2017, 324 str.
- Narativi o identitetu. Izabrane studije o crnogorskoj istoriji, Podgorica: Matica crnogorska 2015, 392 str.
- Junáci, horalé a lenoši. Obraz Černé Hory a Černohorců v české společnosti, 1830-2006, Praha: Historický ústav 2011, 292 str.
- Naša braća na jugu. Češke predstave o Crnoj Gori i Crnogorcima 1830-2006, Cetinje – Podgorica: Matica crnogorska 2009, 304 str.
- Pavel Hradečný – Ladislav Hladký – Pavla Burdová Hradečná – Virgjil Monari – František Šístek: Dějiny Albánie, Praha: NLN 2008, 720 str.
- Černá Hora (stručná historie státu), Praha: Libri 2007, 128 str.
- Mirjam Moravcová – David Svoboda – František Šístek (eds.): Pravda, láska a ti na "východě". Obrazy středoevropského a východoevropského prostoru z pohledu české společnosti, Praha: FHS UK 2006, 239 str.

Články a kapitoly v monografiích (výběr)
- "The Kingdom of Montenegro: A State Lost in the Great War", In: Paul R. Bartrop (ed.), The Routledge History of the First World War, New York and London: Routledge, 2024, str. 230-240.[22]
- "Monuments and Commemorations of Fallen Soldiers from the First World War in Montenegro, 1918-1941", In: Božidar Jezernik – Vijoleta Herman Kaurić – Ljiljana Dobrovšak (eds.), Commemorating the First World War in the Former Yugoslavia, Ljubljana: Založba Univerze v Ljubljani, 2024, str. 117-146.[23]
- "Prikazi i reinterpretacije Sarajevskog atentata u javnom diskursu u Češkoj", In: Dževad Juzbašić – Zijad Šehić (edd.), Prilozi o historiografiji Bosne i Hercegovine (2001–2017), vol. 1, Sarajevo: Akademija nauka i umjetnosti Bosne i Hercegovine, 2020, str. 219–243.
- "Der slawische Halbmond. Tschechische Darstellungen bosnisch-herzegowinischer Muslime in Literatur, Reiseberichten und Memoiren (1878–1918)", In: Clemens Ruthner – Tamara Scheer (eds.), Bosnien-Herzegowina und Österreich-Ungarn: Annäherungen an eine Kolonie, Tübingen: Narr Francke Attempto, 2018, str. 279-306.
- "The Contested Memory of the First World War in Montenegro", In: Traditiones 47, Ljubljana, 2018, str. 63–86.[24]
- "Die nationalen Minderheiten in den internationalen Beziehungen und der Gesetzgebung Jugoslawiens", In: Kateřina Králová – Jiří Kocian – Kamil Pikal (eds.), Minderheiten im sozialistischen Jugoslawien. Brüderlichkeit und Eigenheit, Frankfurt am Main: Peter Lang, 2016, str. 27–72.
- "Regimes of Historicity, Identity, and Temporality in Montenegro, 1905–45", In: Diana Mishkova – Balázs Trencsényi – Marja Jalava (edd.), „Regimes of Historicity“ in Southeastern and Northern Europe, 1890–1945: Discourses of Identity and Temporality, Basingstoke: Palgrave Macmillan, 2014, str. 82–100.
- "Slavic South into Wild Balkans. Conceptualization of South Eastern Europe in Czech Society, 19th–21st Centuries", in: Ivan Parvev – Maria Baramova (edd.), Dvuvekovnijat pât na edno ponjatie. „Balkanskijat poluostrov“ (1808–2008), Sofia: University St. Kliment Ohridski, 2014, str. 155–166.
- "Clericalization of Nationalism. Interpreting the Religious Rivalry between Serbian and Montenegrin Orthodox Churches, 1989–2009", In: András Máté-Tóth – Cosima Rughiniş (eds.), Spaces and Borders. Current Research on Religion in Central and Eastern Europe, Berlin and Boston: De Gruyter, 2011, str. 117–130.
- F. Šístek – Bohdana Dimitrovová, "National Minorities in Montenegro after the break-up of Yugoslavia", In: Florian Bieber (ed.), Montenegro in Transition: Problems of Identity and Statehood, Baden-Baden: Nomos, 2003, str. 159-179.

### Literární dílo
Viktor Žižkov (pseudonym), Egopolis, Praha: Maťa 2014 (básnická sbírka).
František Šístek, Náměstí Hrdinů, Praha: Maťa 2025 (sbírka povídek).